# إدوارد إس. ماسون
إدوارد إس. ماسون (بالإنجليزية: Edward Mason)‏ هو اقتصادي أمريكي، ولد في 22 فبراير 1899 في كلينتون في الولايات المتحدة، وتوفي في 29 فبراير 1992 في سانتا باربارا في الولايات المتحدة.